# Motín

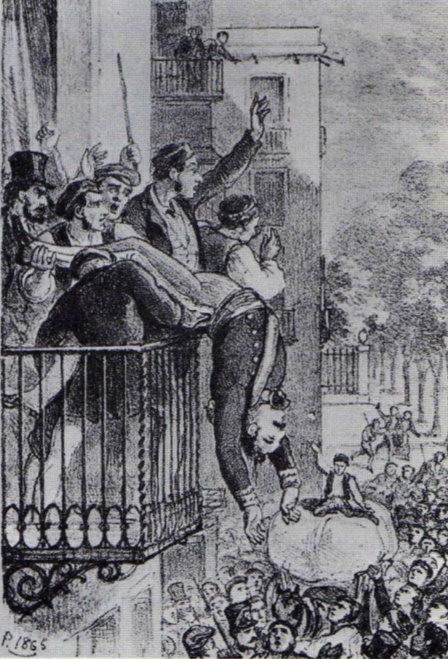
Asesinato del general Bassa durante las Bullangas de Barcelona.

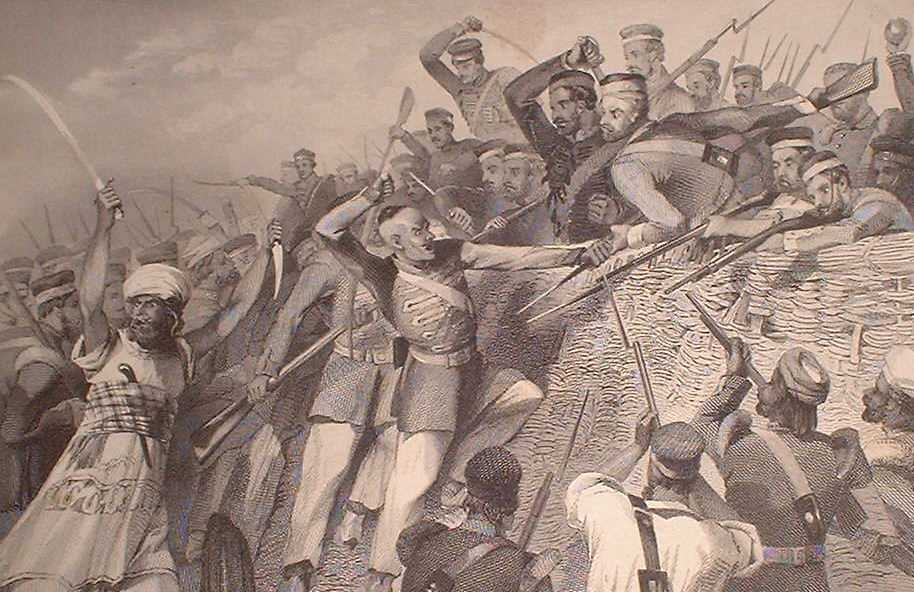
Ataque de los amotinados en la batería Redan en Lucknow, 30 de julio de 1857.

El motín es una revuelta o rebelión multitudinaria contra el orden establecido. Se diferencia de los otros conceptos por sus características limitadas o localizadas. También suele caracterizarse por su surgimiento espontáneo y su desarrollo desorganizado.
Suele entenderse, en términos militares y marinos, como una acción limitada a una unidad o barco. Tal sublevación implica la desobediencia a la cadena de mando, constituyendo un delito tipificado como amotinamiento.
Fuera de la reglamentación naval, el término motín suele hacer referencia a una revuelta, generalmente desorganizada, más o menos violenta, de las clases bajas urbanas contra lo que es percibido como alguna forma de opresión. En muchos casos el motín comienza como un motín de subsistencia, o sea, una revuelta espontánea en busca de alimentos de primera necesidad coincidiendo con un periodo de carestía, lo que explica por qué muchos motines tienen su origen en un mercado.
Posteriormente, el motín puede evolucionar hacia objetivos más ambiciosos o incluso marcadamente políticos y ser dirigido contra una potencia ocupante, una minoría étnica percibida como favorecida, las clases pudientes o una institución específica sin por ello abandonar su carácter desorganizado, pues de trascenderlo hablaríamos generalmente de revuelta o revolución.

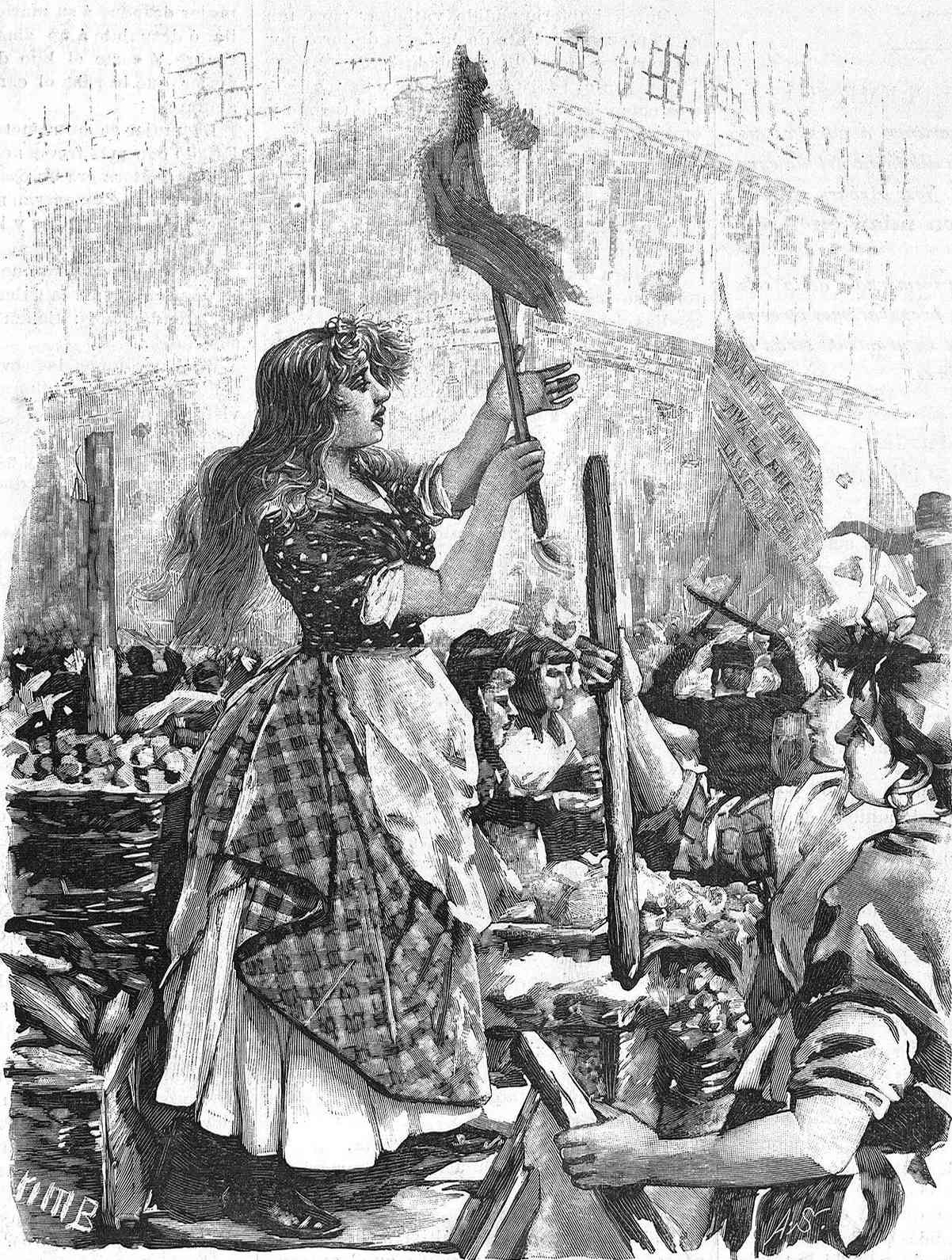
Motín de las verduleras en Madrid (1892)

Debido a este carácter anárquico, y a la falta de nitidez en las metas y liderazgo del motín, el mismo puede ser fácilmente instrumentalizado, o incluso instigado por alguna facción de las clases gobernantes, bien en contra de una facción rival o bien buscando crear una situación que obligue a la intervención de la fuerza gubernamental.
La frecuencia de los motines urbanos llevaron a los urbanistas del siglo XIX a planificar ciudades de amplias calles y avenidas, menos propensas al tumulto que las callejuelas de la antigua ciudad medieval (Plan Haussmann en París, Ensanches en España).
Podemos encontrar casos de motines entre las plebes urbanas de las antiguas Roma y Constantinopla, en el Nueva York de 1863 (conocido como Draft Riots), en Bogotá tras el asesinato de Jorge Eliécer Gaitán (hecho conocido como el Bogotazo), en la España del Antiguo Régimen (motín de los gatos de 1699, motín de Esquilache de 1766), y en prácticamente toda la historia urbana preindustrial.
En la historia de España fueron características (y esclarecedoras del cambio de estructura económica y social) las figuras sucesivas del motín de subsistencias (protesta contra el precio de los alimentos en épocas de escasez) en la fase final del Antiguo Régimen; y del motín de consumos (protesta antifiscal, contra el impuesto de consumos o impuesto indirecto sobre los bienes de primera necesidad), durante la segunda mitad del siglo XIX.